# Arman Adikian
Arman Adikian (orm. Արման Ադիկյան; ur. 10 listopada 1984) – ormiański zapaśnik walczący w stylu klasycznym. Olimpijczyk z Pekinu 2008, gdzie zajął czternaste miejsce w kategorii 66 kg.
Piąty na mistrzostwach świata w 2007. Piąty na mistrzostwach Europy w 2007. Drugi w Pucharze Świata w 2010 roku.